# Miguel Zapata Sáez
Miguel Zapata Sáez (El Mirador, San Javier, 1841 - San Javier, 1918), conocido como El Tío Lobo, fue un importante empresario de la Sierra minera de Cartagena-La Unión.

## Biografía
Miguel Zapata nació en El Mirador, pedanía de San Javier (Región de Murcia), en el año 1841, en el seno de una familia modesta dedicada a la actividad ganadera, venta de corderos al por mayor, especialmente a los mataderos de Barcelona, plaza a la que abastecían a través del puerto de Cartagena. En esa época ganó el apodo de "Tío Lobo", al enfrentarse a unos lobos que atacaban sus reses. Los beneficios obtenidos se destinaron a la compra de haciendas, una de ellas en La Manga del Mar Menor, dedicada por entonces a pastos y brozas.
Poco tiempo después se trasladó a El Llano del Beal (Cartagena), donde abrió un pequeño ventorrillo para la venta de licores a los arrieros.
Pronto su interés derivaría en la inversión de importantes sumas de dinero en la pujante minería de la Sierra de La Unión. En 1865 se trasladó a El Algar, una pedanía de Cartagena, donde debió interesarse por el desarrollo minero que se estaba produciendo en su entorno inmediato. En 1879 estaba instalado en Portmán. Se hizo con una gran fortuna, la mayor de Portmán y del municipio.
En el término municipal de La Unión poseía dos de las tres fábricas de fundición existentes, la Orcelitana y la Purísima Concepción.
Impuso duras condiciones laborales, bajos salarios, pagos en especie y empleo de mano de obra infantil. 
Invirtió en otras explotaciones mineras, como las de hierro de Cehegín (Murcia).
Miguel Zapata fue nombrado segundo teniente de alcalde de La Unión por el Gobierno Central en 1873.
Estableció una fuerte relación con el político José Maestre Pérez, influyente personaje que entre otros cargos ocuparía la gobernación del Banco de España, quien casó con su hija María Visitación Zapata y a su muerte con su otra hija, María Obdulia.
En 1890 fundó la empresa la Maquinista de Levante como centro de apoyo a sus negocios en Portmán. Asentada junto a la estación del tren Herrerías-Cartagena, disponía de talleres de fundición y producía maquinaria minera pesada, calderería y motores para el desagüe de las minas, que si bien se destinaban principalmente a las explotaciones de La Unión, la convirtió en la principal proveedora de las minas de Cartagena y Mazarrón.
Habiendo visto en Cardiff y Swansea el funcionamiento de cables teleféricos o tranvías aéreos para el rápido traslado del mineral, estableció en 1874 el primero desde la mina La Crisoleja hasta el muelle de mineral de Portmán, con casi dos kilómetros de longitud y salvando un desnivel de 158 metros.
Diez años después agregó el de Lucera de 2.260 metros y 268 de diferencia de nivel y el de Calasparra, antes de llegar a Murcia.
El primero transportaba el mineral desde la Sierra hasta el lavadero de Portmán (Lavadero Roberto). Allí se trataba el mineral y los desechos eran vertidos a la Bahía de Portmán, lo que tras más de 50 años de operación ocasionaría una de las principales catástrofes ecológicas del país y del Mediterráneo.
El segundo, conducía el mineral hasta el ferrocarril de la línea de Madrid, Zaragoza y Alicante.
El puerto de Portmán contaba con más de 50 embarcaderos a pie de playa, desde los que partían las barcazas que llevaban el mineral hasta grandes cargueros fondeados en la bahía.
Zapata disponía de una flota mercante propia encargada de transportar el mineral más allá del Campo de Cartagena.
Al margen de las empresas, dispuso de fincas rústicas en San Javier y urbanas en Cartagena (Cabo de Palos y El Algar).
En 1913 encargó al arquitecto Víctor Beltrí la reconstrucción de su casa en Portmán, la obra sería conocida como Casa Zapata de Portmán, Casa del Tío Lobo o Casa Grande de Portmán, actualmente declarada bien de interés cultural.
Fue también el fundador del Asilo de Huérfanos de Mineros de La Unión.
Otra conocida joya modernista, esta vez en Cartagena, es la bella Casa Zapata (Carmelitas), morada del hijo del Lobo, de igual nombre que el padre, Miguel, quien falleció muy joven de meningitis.
Fue uno de los socios que mandó construir el Teatro Circo Apolo de El Algar.
El 16 de julio de 1918, a los 77 años, falleció en San Javier, quedando Maestre como heredero del mayor empresario minero de la historia de La Unión. El entierro, que fue presidido por Juan de la Cierva y todos los diputados y senadores de la provincia,  vino a cerrar un ciclo expansivo de la minería local, coincidiendo con la recesión impuesta por la Primera Guerra Mundial, que tanta mano de obra expulsó a Barcelona y Francia, y las crisis encadenadas a partir de entonces, que culminarían en los años 40.
Prosiguieron el negocio minero sus descendientes, quienes se asociaron en 1930 a la francesa Peñarroya para ser absorbidos definitivamente por la multinacional en 1968.

## Árbol genealógico
|  |  |  |  |                              |                              | Juana Hernández Aguirre 1845            | Juana Hernández Aguirre 1845 | Juana Hernández Aguirre 1845 | Juana Hernández Aguirre 1845 | Juana Hernández Aguirre 1845 | Juana Hernández Aguirre 1845 |                                    |                                    |                                    |                                    |                                    |                                    | Miguel Zapata Sáez | Miguel Zapata Sáez | Miguel Zapata Sáez | Miguel Zapata Sáez | Miguel Zapata Sáez | Miguel Zapata Sáez |  |  |
|  |  |  |  |                              |                              | Juana Hernández Aguirre 1845            | Juana Hernández Aguirre 1845 | Juana Hernández Aguirre 1845 | Juana Hernández Aguirre 1845 | Juana Hernández Aguirre 1845 | Juana Hernández Aguirre 1845 |                                    |                                    |                                    |                                    |                                    |                                    | Miguel Zapata Sáez | Miguel Zapata Sáez | Miguel Zapata Sáez | Miguel Zapata Sáez | Miguel Zapata Sáez | Miguel Zapata Sáez |  |  |
|  |  |  |  |                              |                              |                                         |                              |                              |                              |                              |                              |                                    |                                    |                                    |                                    |                                    |                                    |                    |                    |                    |                    |                    |                    |  |  |
|  |  |  |  | José Maestre Pérez 1866-1933 | José Maestre Pérez 1866-1933 | José Maestre Pérez 1866-1933            | José Maestre Pérez 1866-1933 | José Maestre Pérez 1866-1933 | José Maestre Pérez 1866-1933 |                              |                              | Visitación Zapata Hernández + 1903 | Visitación Zapata Hernández + 1903 | Visitación Zapata Hernández + 1903 | Visitación Zapata Hernández + 1903 | Visitación Zapata Hernández + 1903 | Visitación Zapata Hernández + 1903 |                    |                    |                    |                    |                    |                    |  |  |
|  |  |  |  | José Maestre Pérez 1866-1933 | José Maestre Pérez 1866-1933 | José Maestre Pérez 1866-1933            | José Maestre Pérez 1866-1933 | José Maestre Pérez 1866-1933 | José Maestre Pérez 1866-1933 |                              |                              | Visitación Zapata Hernández + 1903 | Visitación Zapata Hernández + 1903 | Visitación Zapata Hernández + 1903 | Visitación Zapata Hernández + 1903 | Visitación Zapata Hernández + 1903 | Visitación Zapata Hernández + 1903 |                    |                    |                    |                    |                    |                    |  |  |
|  |  |  |  |                              |                              |                                         |                              |                              |                              |                              |                              |                                    |                                    |                                    |                                    |                                    |                                    |                    |                    |                    |                    |                    |                    |  |  |
|  |  |  |  |                              |                              | Tomás Maestre Zapata + San Javier, 1967 |                              |                              |                              |                              |                              |                                    |                                    |                                    |                                    |                                    |                                    |                    |                    |                    |                    |                    |                    |  |  |
|  |  |  |  |                              |                              |                                         |                              |                              |                              |                              |                              |                                    |                                    |                                    |                                    |                                    |                                    |                    |                    |                    |                    |                    |                    |  |  |
|  |  |  |  |                              |                              | Tomás Maestre Aznar Madrid, 1925-2013   |                              |                              |                              |                              |                              |                                    |                                    |                                    |                                    |                                    |                                    |                    |                    |                    |                    |                    |                    |  |  |

## Cultura popular
Miguel Zapata y su familia son protagonistas de la novela La maldición de la Casa Grande (2018), obra del escritor y periodista Juan Ramón Lucas.